# تروموتو گوتو
تروموتو گوتو (انگلیسی: Terumoto Gotō؛ زادهٔ ۱۸ ژوئن ۱۹۷۴) مجری تلویزیون اهل ژاپن است.